# グリーンランド (バルバドス)
グリーンランド（英語: Greenland）は、バルバドスのセント・アンドリュー教区の村。島の北東部に位置し、南のベルプレーンとの境付近にセント・アンドリュー教区教会がある。人口は506人（2013年推計）。
山中にはグリーンランド埋立地がある。国内で唯一稼働中のマングローブポンド埋立地の代替として1997年に建設されたが、地滑りの危険性が当初から指摘されていた。1999年にバルバドス政府は埋立地の開発中止を決定し、2011年時点では1度も運用されないままにある。